# Барахаевка
Барахаевка (баш. Барахаевка) — деревня в Аскинском сельсовете Аскинского района Республики Башкортостан России.

## Население
| 2002 | 2009 | 2010 |
| ---- | ---- | ---- |
| 148  | ↗152 | ↘124 |

Согласно переписи 2002 года, преобладающие национальности — татары (36 %), башкиры (35 %).

## Географическое положение
Расстояние до:
- районного центра (Аскино): 6 км,
- центра сельсовета (Аскино): 6 км,
- ближайшей железнодорожной станции (Куеда): 118 км.